# Manoir de la Vove
Le manoir de la Vove est une demeure des XVe – XVIIe siècles qui se dresse sur le territoire de la commune française de Corbon, dans le département de l'Orne, en région Normandie. L'édifice est partiellement classé au titre monuments historiques.

## Localisation
Le manoir est situé, dans le Perche, sur la commune de Corbon, dans le département français de l'Orne et avait pour fonction de défendre la vallée de l'Huisne.

## Historique
Le site est à l'origine occupé par une place forte qui surveillait la vallée de l'Huisne. Le manoir actuel en a conservé une grosse tour cylindrique. Le logis fut reconstruit après la guerre de Cent Ans — avec sa tourelle d'escalier et sa chapelle détachée. Transformé pour un usage agricole, le manoir, l'un des plus anciens du Perche, a été l'objet d'une belle restauration.

## Description
Le manoir forteresse du XVe siècle se présente sous la forme d'un corps de logis rectangulaire, haut de trois étages, flanqué d'une tour ronde (donjon) daté du XIIe siècle qui en est la partie la plus ancienne, et à l'opposé, côté cour, d'une tour polygonale abritant un escalier en vis, accostée d'une tourelle sur culot.
Il subsiste des restes de la clôture de la basse-cour, ainsi que la chapelle castrale.

## Protection
Les façades et toitures ; l'escalier de la tour octogonale et la chapelle sont classés au titre des monuments historiques par arrêté du 18 juin 1974.